# Förenade malajstaterna
De Förenade malajstaterna eller Malajiska skyddsstaterna var en federation av fyra brittiska protektorat på Malackahalvön: Selangor, Perak, Negeri Sembilan och Pahang etablerad av den brittiska regeringen 1895, som varade fram till 1946, då de, tillsammans med Straits Settlements och de Oförenade malajstaterna bildade Malajiska unionen. Två år senare blev unionen Malajiska federationen och slutligen Malaysia 1963 med införlivandet av Sabah (då Brittiska nordborneo), Sarawak och Singapore. Singapore blev självständigt 1965.

## Förvaltning
I Perak, Selangor och Sungei Ujong fanns sedan 1874 rådgivande brittiska residenter med staber av officerare, 1887 ställdes Pahang under brittiskt skydd. 1895 förenades Sungei Ujong med Negri Sembilan, som egentligen var ett statsförbund av flera småstater (nio stater), och 1896 förenades de fyra staterna till en federation (eng. The Federated Malay States), vars ställning till Storbritannien reglerades på det sättet, att högste styresman i federationen var en engelsk high commissioner, som även var guvernör över Straits Settlements och residerade i Singapore, samt under honom en chief secretary i Kuala Lumpur.
Furstarna i de olika staterna fick 1897 titeln "sultaner" (förbundschefen i Negri Sembilan kallades yam-tuam). I varje stat fanns en resident,
vilken jämte sultanen, residentens sekreterare, några malajiska hövdingar och kinesiska köpmän bildade statsrådet, som var statens högsta myndighet (även i lagstiftningsfrågor). Sedan början av 1910 fanns även ett förbundsråd för hela federationen, vilket bestod av high commissioner som ordförande, chief secretary, sultanerna och yam-tuam, de fyra residenterna och fyra icke-ämbetsmän och som stiftade lagar, som var gemensamma för hela federationen, dock
under kontroll av den brittiska statssekreteraren för kolonierna. Storbritannien var ansvariga för utrikes- och försvarsfrågor i förbundet, medan staterna fortsatte att vara ansvariga för sin inrikespolitik. Federationens första resident general var Sir Frank Swettenham.
Federationen, tillsammans med de övriga malajstaterna och brittiska besittningarna i Brittiska Malaya, invaderades och ockuperades av den japanska armen under andra världskriget. Efter befrielsen av Malaya till följd av den japanska kapitulationen återställdes inte förbundet. Däremot behölls det federala statsskicket som en modell för att förena de olika staterna på Malackahalvön.

## Befolkning
Federationens hela område utgjorde omkring 72 000 km² med 1 035 933 invånare (1911), varav 419 763 malajer,
433 244 kineser, 172 476 indier, 5 933 européer eller i Asien födda personer av europeisk börd. Det fanns en stor övervikt av män beroende på den stora invandringen av kineser (mestadels kulier).

## Näringsliv
De viktigaste naturprodukterna var kokosnötter, ris, kautschuk (35 miljoner träd), socker, tapioka, kaffe
och peppar. Skogarna innehöll dyrbara träslag. Väldiga, oftast lätt tillgängliga tennlager fanns, som
guld och andra metaller. 1909 exporterades 48 743 ton tenn till ett värde av nära 6,5 miljoner pund (då omkring hälften
av hela jordens tennproduktion) och producerades 50,5 kg guld, det allra mesta i Pahang.

## Källa
Den här artikeln är helt eller delvis baserad på material från Nordisk familjebok, Malajiska skyddsstaterna, 18 mars 1912.